# Campeonato Mineiro
El Campeonato Mineiro es la competición oficial de fútbol del Estado de Minas Gerais (Brasil). La primera edición fue realizada en 1915, y hasta fines de la década de 1950 del siglo pasado, era conocido como «Campeonato de la Ciudad». Al igual que los demás campeonatos estaduales de este país, se disputa antes del inicio del Brasileirão, la liga nacional, sirviendo como un preparatorio para los equipos de las tres primeras divisiones nacionales y para clasificar a los representantes de cada estado a la Copa de Brasil que se disputa en la siguiente temporada.
Organizado por la Federación Mineira de Fútbol (FMF), la historia del campeonato puede ser dividida en dos partes: antes y después de la construcción del estadio Mineirão, que fue inaugurado en septiembre de 1965. La época conocida como Era Mineirão marca el crecimiento del equipo más joven de Belo Horizonte, el Cruzeiro, que pasó a tener destaque nacional a fines de los años 1960. El Clube Atlético Mineiro es el máximo vencedor del torneo, con 47 títulos, seguido de cerca por el Cruzeiro con su 38.º título conquistado en 2019. El Atlético es el máximo campeón de la Era Mineirão, con 22 títulos, contra 21 del Cruzeiro, 3 del América y 1 de AA Caldense y Ipatinga FC.
Muchos talentos del fútbol mundial fueron vistos por primera vez en el Campeonato Mineiro. Jugadores como Ronaldo, Reinaldo y Tostão, entre otros, hicieron su debut como profesionales en el torneo. Otros cracks del balompié mundial también actuaron por los grandes de Minas Gerais jugando el torneo local: Taffarel, Dida, Gilberto Silva, Rivaldo, Ronaldinho, entre otros. El Campeonato Mineiro generalmente proporciona grandes partidos, principalmente aquellos protagonizados por la rivalidad entre los equipos de la capital mineira: América, Atlético y Cruzeiro.
Actualmente el Campeonato Mineiro es conformado por dos divisiones. La Primera División es compuesta por dos «Módulos». El «Módulo I» es la primera división, y el«Módulo II» la segunda división. El torneo conocido como Segunda División funciona como una tercera división. En 2012, la (FMF) oficialmente proclamó el América como campeón de 1925 y entregó el trofeo de «Campeón Mineiro No. 100» de Minas Gerais al Atlético Mineiro, considerando las 98 ediciones y dos campeonatos compartidos.

## Equipos participantes 2025
| Equipo           | Ciudad               | Estadio (Capacidad)      | Posición 2024   | Títulos (último) |
| ---------------- | -------------------- | ------------------------ | --------------- | ---------------- |
| América Mineiro  | Belo Horizonte       | Independência (23 018)   | 3.º             | 16 (2016)        |
| Athletic Club    | São João del-Rei     | Joaquim Portugal (3500)  | 5.º             | 0                |
| Atlético Mineiro | Belo Horizonte       | Arena MRV (46 000)       | Campeón         | 49 (2024)        |
| Aymorés          | Ubá                  | Helenão (31 800)         | 1.º (Módulo II) | 0                |
| Betim            | São João del-Rei     | Independência (23019)    | 2.º (Módulo II) | 0                |
| Cruzeiro         | Belo Horizonte       | Mineirão (61 846)        | 2.º             | 38 (2019)        |
| Democrata        | Governador Valadares | Mamudão (8678)           | 10.º            | 0                |
| Itabirito        | Itabirito            | Independência (23 019)   | 7.º             | 0                |
| Pouso Alegre     | Pouso Alegre         | Manduzão (26 000)        | 6.º             | 0                |
| Tombense         | Tombos               | Almeidão (3050)          | 4.º             | 0                |
| Uberlândia       | Uberlândia           | Parque do Sabiá (53 350) | 8.º             | 0                |
| Villa Nova       | Nova Lima            | Castor Cifuentes (5160)  | 9.º             | 5 (1951)         |

## Campeones
| Temporada | Campeón                    | Subcampeón                          |
| --------- | -------------------------- | ----------------------------------- |
| 1915      | Atlético Mineiro           | América Mineiro                     |
| 1916      | América Mineiro            | Atlético Mineiro                    |
| 1917      | América Mineiro            | Atlético Mineiro                    |
| 1918      | América Mineiro            | Atlético Mineiro                    |
| 1919      | América Mineiro            | Sete de Setembro                    |
| 1920      | América Mineiro            | Sete de Setembro                    |
| 1921      | América Mineiro            | Atlético Mineiro                    |
| 1922      | América Mineiro            | Palestra Itália                     |
| 1923      | América Mineiro            | Atlético Mineiro                    |
| 1924      | América Mineiro            | Palestra Itália                     |
| 1925      | América Mineiro            |                                     |
| 1926      | Atlético Mineiro           | Palmeiras                           |
| 1927      | Atlético Mineiro           | América Mineiro                     |
| 1928      | Palestra Itália            | Atlético Mineiro                    |
| 1929      | Palestra Itália            | Atlético Mineiro                    |
| 1930      | Palestra Itália            | América Mineiro                     |
| 1931      | Atlético Mineiro           | Palestra Itália                     |
| 1932      | Atlético Mineiro (LMDT)    | SC Retiro (Nova Lima)               |
| 1932      | Villa Nova (Nova Lima)     | Palestra Itália                     |
| 1933      | Villa Nova (Nova Lima)     | Palestra Itália Tupi (Juiz de Fora) |
| 1934      | Villa Nova (Nova Lima)     | Atlético Mineiro                    |
| 1935      | Villa Nova (Nova Lima)     | Atlético Mineiro                    |
| 1936      | Atlético Mineiro           | Siderúrgica (Sabará)                |
| 1937      | Siderúrgica (Sabará)       | Villa Nova (Nova Lima)              |
| 1938      | Atlético Mineiro           | Siderúrgica (Sabará)                |
| 1939      | Atlético Mineiro           | América Mineiro                     |
| 1940      | Palestra Itália            | Atlético Mineiro                    |
| 1941      | Atlético Mineiro           | Siderúrgica (Sabará)                |
| 1942      | Atlético Mineiro           | América Mineiro                     |
| 1943      | Cruzeiro                   | Atlético Mineiro                    |
| 1944      | Cruzeiro                   | Atlético Mineiro                    |
| 1945      | Cruzeiro                   | Villa Nova (Nova Lima)              |
| 1946      | Atlético Mineiro           | Villa Nova (Nova Lima)              |
| 1947      | Atlético Mineiro           | Villa Nova (Nova Lima)              |
| 1948      | América Mineiro            | Atlético Mineiro                    |
| 1949      | Atlético Mineiro           | América Mineiro                     |
| 1950      | Atlético Mineiro           | Siderúrgica (Sabará)                |
| 1951      | Villa Nova (Nova Lima)     | Atlético Mineiro                    |
| 1952      | Atlético Mineiro           | Siderúrgica (Sabará)                |
| 1953      | Atlético Mineiro           | Villa Nova (Nova Lima)              |
| 1954      | Atlético Mineiro           | Cruzeiro                            |
| 1955      | Atlético Mineiro           | Democrata FC (Sete Lagoas)          |
| 1956      | Atlético Mineiro Cruzeiro  | -----                               |
| 1957      | América Mineiro            | Democrata FC (Sete Lagoas)          |
| 1958      | Atlético Mineiro           | América Mineiro                     |
| 1959      | Cruzeiro                   | América Mineiro                     |
| 1960      | Cruzeiro                   | Siderúrgica (Sabará)                |
| 1961      | Cruzeiro                   | América Mineiro                     |
| 1962      | Atlético Mineiro           | Cruzeiro                            |
| 1963      | Atlético Mineiro           | Democrata FC (Sete Lagoas)          |
| 1964      | Siderúrgica (Sabará)       | América Mineiro                     |
| 1965      | Cruzeiro                   | América Mineiro                     |
| 1966      | Cruzeiro                   | Atlético Mineiro                    |
| 1967      | Cruzeiro                   | Atlético Mineiro                    |
| 1968      | Cruzeiro                   | Atlético Mineiro                    |
| 1969      | Cruzeiro                   | Atlético Mineiro                    |
| 1970      | Atlético Mineiro           | Cruzeiro                            |
| 1971      | América Mineiro            | Cruzeiro                            |
| 1972      | Cruzeiro                   | Atlético Mineiro                    |
| 1973      | Cruzeiro                   | América Mineiro                     |
| 1974      | Cruzeiro                   | Atlético Mineiro                    |
| 1975      | Cruzeiro                   | Atlético Mineiro                    |
| 1976      | Atlético Mineiro           | Cruzeiro                            |
| 1977      | Cruzeiro                   | Atlético Mineiro                    |
| 1978      | Atlético Mineiro           | Cruzeiro                            |
| 1979      | Atlético Mineiro           | Cruzeiro                            |
| 1980      | Atlético Mineiro           | Cruzeiro                            |
| 1981      | Atlético Mineiro           | Cruzeiro                            |
| 1982      | Atlético Mineiro           | Cruzeiro                            |
| 1983      | Atlético Mineiro           | Cruzeiro                            |
| 1984      | Cruzeiro                   | Atlético Mineiro                    |
| 1985      | Atlético Mineiro           | Cruzeiro                            |
| 1986      | Atlético Mineiro           | Cruzeiro                            |
| 1987      | Cruzeiro                   | Atlético Mineiro                    |
| 1988      | Atlético Mineiro           | Cruzeiro                            |
| 1989      | Atlético Mineiro           | Cruzeiro                            |
| 1990      | Cruzeiro                   | Atlético Mineiro                    |
| 1991      | Atlético Mineiro           | EC Democrata (Governador Valadares) |
| 1992      | Cruzeiro                   | América Mineiro                     |
| 1993      | América Mineiro            | Atlético Mineiro                    |
| 1994      | Cruzeiro                   | Atlético Mineiro                    |
| 1995      | Atlético Mineiro           | América Mineiro                     |
| 1996      | Cruzeiro                   | Atlético Mineiro                    |
| 1997      | Cruzeiro                   | Villa Nova (Nova Lima)              |
| 1998      | Cruzeiro                   | Atlético Mineiro                    |
| 1999      | Atlético Mineiro           | América Mineiro                     |
| 2000      | Atlético Mineiro           | Cruzeiro                            |
| 2001      | América Mineiro            | Atlético Mineiro                    |
| 2002      | Caldense (Poços de Caldas) | Ipatinga FC (Ipatinga)              |
| 2003      | Cruzeiro                   | Atlético Mineiro                    |
| 2004      | Cruzeiro                   | Atlético Mineiro                    |
| 2005      | Ipatinga FC (Ipatinga)     | Cruzeiro                            |
| 2006      | Cruzeiro                   | Ipatinga FC (Ipatinga)              |
| 2007      | Atlético Mineiro           | Cruzeiro                            |
| 2008      | Cruzeiro                   | Atlético Mineiro                    |
| 2009      | Cruzeiro                   | Atlético Mineiro                    |
| 2010      | Atlético Mineiro           | Ipatinga FC (Ipatinga)              |
| 2011      | Cruzeiro                   | Atlético Mineiro                    |
| 2012      | Atlético Mineiro           | América Mineiro                     |
| 2013      | Atlético Mineiro           | Cruzeiro                            |
| 2014      | Cruzeiro                   | Atlético Mineiro                    |
| 2015      | Atlético Mineiro           | Caldense                            |
| 2016      | América Mineiro            | Atlético Mineiro                    |
| 2017      | Atlético Mineiro           | Cruzeiro                            |
| 2018      | Cruzeiro                   | Atlético Mineiro                    |
| 2019      | Cruzeiro                   | Atlético Mineiro                    |
| 2020      | Atlético Mineiro           | Tombense                            |
| 2021      | Atlético Mineiro           | América Mineiro                     |
| 2022      | Atlético Mineiro           | Cruzeiro                            |
| 2023      | Atlético Mineiro           | América Mineiro                     |
| 2024      | Atlético Mineiro           | Cruzeiro                            |
| 2025      | Atlético Mineiro           | América Mineiro                     |

## Títulos por club
| Club             | Ciudad               | Campeón | 2° | Años campeón |
| ---------------- | -------------------- | ------- | -- | --- |
| Atlético Mineiro | Belo Horizonte       | 50      | 39 | 1915, 1926, 1927, 1931, 1932, 1936, 1938, 1939, 1941, 1942, 1946, 1947, 1949, 1950, 1952, 1953, 1954, 1955, 1956, 1958, 1962, 1963, 1970, 1976, 1978, 1979, 1980, 1981, 1982, 1983, 1985, 1986, 1988, 1989, 1991, 1995, 1999, 2000, 2007, 2010, 2012, 2013, 2015, 2017, 2020, 2021, 2022, 2023, 2024, 2025 |
| Cruzeiro         | Belo Horizonte       | 38      | 27 | 1928, 1929, 1930, 1940, 1943, 1944, 1945, 1956, 1959, 1960, 1961, 1965, 1966, 1967, 1968, 1969, 1972, 1973, 1974, 1975, 1977, 1984, 1987, 1990, 1992, 1994, 1996, 1997, 1998, 2003, 2004, 2006, 2008, 2009, 2011, 2014, 2018, 2019                                                                         |
| América Mineiro  | Belo Horizonte       | 16      | 19 | 1916, 1917, 1918, 1919, 1920, 1921, 1922, 1923, 1924, 1925, 1948, 1957, 1971, 1993, 2001, 2016 |
| Villa Nova       | Nova Lima            | 5       | 6  | 1932, 1933, 1934, 1935, 1951 |
| Siderúrgica      | Sabará               | 2       | 6  | 1937, 1964 |
| Ipatinga         | Ipatinga             | 1       | 3  | 2005 |
| Caldense         | Poços de Caldas      | 1       | 1  | 2002 |
| Democrata        | Sete Lagoas          | -       | 3  | ----- |
| Sete de Setembro | Belo Horizonte       | -       | 2  | ----- |
| Democrata        | Governador Valadares | -       | 1  | ----- |
| Tupi             | Juiz de Fora         | -       | 1  | ----- |
| Tupynambás       | Juiz de Fora         | -       | 1  | ----- |
| Retiro           | Nova Lima            | -       | 1  | ----- |
| Palmeiras        | Belo Horizonte       | -       | 1  | ----- |
| Tombense         | Tombos               | -       | 1  | ----- |
| Yale             | Belo Horizonte       | -       | 1  | ----- |

Nota: Aunque el Cruzeiro se considera campeón del Campeonato Mineiro en 1926, oficialmente el Atlético Mineiro es el único campeón oficial de esta competición. Haciendo oficialmente que el Cruzeiro tenga 38 Campeonatos Mineiros. 

## Taça Minas Gerais
La Taça Minas Gerais es un tradicional torneo de fútbol jugado en el Estado de Minas Gerais. De 1973 a 1977 el torneo se disputó como un campeonato independiente del torneo estadual, de 1979 a 1986, se disputó como una fase dentro del Campeonato Mineiro, no muy diferente de la Taça Guanabara en el Campeonato Carioca. Desde 1999, solo fue disputado por equipos del interior de Minas Gerais, y el ganador obtuvo un puesto en la Copa de Brasil como quinto equipo del estado, siendo los cuatro primeros clasificados del Campeonato Mineiro.
| Año          | Campeón                            |
| ------------ | ---------------------------------- |
| 1973         | Cruzeiro                           |
| 1974         | no disputado                       |
| 1975         | Atlético Mineiro                   |
| 1976         | Atlético Mineiro                   |
| 1977         | Villa Nova                         |
| 1978         | non disputato                      |
| 1979         | Atlético Mineiro                   |
| 1980         | Uberaba                            |
| 1981         | Democrata                          |
| 1982         | Cruzeiro                           |
| 1983         | Cruzeiro                           |
| 1984         | Cruzeiro                           |
| 1985         | Cruzeiro                           |
| 1986         | Atlético Mineiro                   |
| 1987         | Atlético Mineiro                   |
| 1988 al 1998 | no disputado                       |
| 1999         | União Recreativa dos Trabalhadores |
| 2000         | União Recreativa dos Trabalhadores |
| 2001 al 2002 | no disputado                       |
| 2003         | Uberlândia                         |
| 2004         | Ipatinga                           |
| 2005         | América Mineiro                    |
| 2006         | Villa Nova                         |
| 2007         | Ituiutaba                          |
| 2008         | Tupi                               |
| 2009         | Uberaba                            |
| 2010         | Uberaba                            |
| 2011         | Ipatinga                           |
| 2012         | Boa Esporte                        |

### Títulos por club
| Club             | Ciudad               | Títulos | Años campeón                 |
| ---------------- | -------------------- | ------- | ---------------------------- |
| Atlético Mineiro | Belo Horizonte       | 5       | 1975, 1976, 1979, 1986, 1987 |
| Cruzeiro         | Belo Horizonte       | 5       | 1973, 1982, 1983, 1984, 1985 |
| Uberaba          | Uberaba              | 3       | 1980, 2009, 2010             |
| Boa Esporte      | Varginha             | 2       | 2007, 2012                   |
| Ipatinga         | Ipatinga             | 2       | 2004, 2011                   |
| URT              | Patos de Minas       | 2       | 1999, 2000                   |
| Villa Nova       | Nova Lima            | 2       | 1977, 2006                   |
| América          | Belo Horizonte       | 1       | 2005                         |
| Democrata        | Governador Valadares | 1       | 1981                         |
| Tupi             | Juiz de Fora         | 1       | 2008                         |
| Uberlândia       | Uberlândia           | 1       | 2003                         |